# Refaat El-Sayed
Refaat Mohamad El-Sayed (alternativt Rifaat), född 11 februari 1946 i Egypten, är en finansman och VD, som varit bosatt i Sverige från slutet av 1960-talet. Han blev 1985 utnämnd till årets svensk. Refaat blev sedermera dömd till sex års fängelse och näringsförbud för bland annat grovt svindleri, grov oredlighet mot borgenärer, mannamån mot borgenärer samt brott mot lagen om värdepappersmarknaden.

## Bakgrund, karriär och domar
Refaat El-Sayed föddes i Egypten av en sudanesisk far och en tjeckoslovakisk mor. Sedermera kom han som student till Sveriges lantbruksuniversitet i Uppsala.
I slutet av 1981 köpte El-Sayed penicillintillverkaren Fermenta i Strängnäs från läkemedelskoncernen Astra. Genom ett förmånligt lån från Electrolux kunde Fermenta snabbt expandera, och efter att ha köpt upp tre andra läkemedelsföretag kom dess aktievärde att stiga i rekordtakt. Ett tag var El-Sayed miljardär på sina Fermentaaktier.
Framgångssagan renderade El-Sayed titeln "Årets svensk" av Rapport 1985.
Mycket av Fermentas framgångar tillskrivs Refaat El-Sayed själv. När det kom fram att han inte var doktor i biokemi, vilket han hela tiden påstått, störtdök Fermentas aktie och allmänheten undrade om det hela var ett luftslott. Lögnerna uppmärksammades i samband med att Björn Gillberg bad att få se bevis för att El-Sayed hade en doktorsexamen och doktorshatt. El-Sayed bad offentligt om ursäkt, men skadan var redan skedd. En storslagen affär med Volvos Pehr G Gyllenhammar avblåstes, och det svenska näringslivet vände honom ryggen. El-Sayed tvingades avgå från vd-posten i Fermenta.
I december 1986 upptäckte Fermentas revisorer omfattande oegentligheter i Fermentas ekonomiska redovisning. Refaat El-Sayed dömdes 1989 av tingsrätten till fem års fängelse samt näringsförbud för svindleri, grov oredlighet mot borgenärer, mannamån mot borgenärer samt brott mot lagen om värdepappersmarknaden. Året därpå skärpte Svea hovrätt straffet till sex år. El-Saayed frigavs 1992. Fermentas styrelse dömdes dessutom till dagsböter för miljöbrott.
Karriären är ämnet för ett avsnitt av P3 Dokumentär från 2006.

## Efter Fermenta
År 1997 blev han VD för Hebi Health Care, som senare begärdes i konkurs. Efter att 2012 ha efterlysts av Interpol för bedrägeri friades Refaat El-Sayed i november 2015 slutligen helt från misstankar. I november 2014, då El-Sayed var bosatt i Sverige, inledde han en miljontvist mot egyptiska Suez Canal Bank på grund av felaktig hantering av checkar under Hebi Health Care-tiden.

## Bevingade uttryck av Refaat El-Sayed
Refaat El-Sayed använde sig av ordspråk. I ett föredrag om ledarskap varnade han för otydliga chefer och använde det "reviderade" ordspråket: När katten tappar mössan dansar råttorna på bordet i stället för det vedertagna ordspråket När katten är borta dansar råttorna på bordet. Ett annat "bevingat uttryck" av El-Sayed är: Vi simmar alla i samma båt, motsvarande Vi sitter alla i samma båt. Han sa också "Här ligger en gravad hund" med avsikten att uttrycka ordstävet "Här ligger en hund begraven".